# Les Trois Soldats de l'aventure
Pour plus de détails, voir Fiche technique et Distribution.
Les Trois Soldats de l'aventure (titre original : Flight from Ashiya) est un film américano-japonais réalisé par Michael Anderson, sorti en 1964.

## Synopsis
Après la destruction et la mort que la seconde guerre mondiale apporta, un nouveau corps d'hommes formés et préparés pour sauver des vies dans une catastrophe, partout dans le monde, dans toutes les conditions de chaleur ou de froid, de feu ou d'eau. Il s'agit des sauveteurs du Service de sauvetage aérien et voici leur code : "Il est de mon devoir, en tant que membre du Service de Sauvetage aérien, de sauver la vie et d'aider les blessés.
Je serai prêt à tout moment pour exercés mes fonctions qui me seront attribuées, rapidement et efficacement, en mettant ses fonctions avant mes désirs personnels et de confort. Je fais ces choses pour que d'autres puissent vivre".

## Fiche technique
- Titre : Les Trois Soldats de l'aventure
- Titre original : Flight from Ashiya
- Réalisation : Michael Anderson
- Histoire : Elliot Arnold
- Scénario : Waldo Salt et Elliot Arnold
- Producteur : Harold Hecht
- Producteur exécutif : Masaichi Nagata
- Musique : Frank Cordell
- Photographie : Burnett Guffey, A.S.C. et Joseph MacDonald, A.S.C.
- Montage : Gordon Pilkington
- Concepteurs des décors : Eugène Lourié
- Directeur artistique : Tomoo Shimogawara
- Conseiller technique : Major Eugene C. Watkins, USAF
- Effets spéciaux : Daiei Special Effects Department
- Société de production : Harold Hecht Films - Daiei Motion Picture Company
- Société de distribution : United Artists
- Pays d'origine :  États-Unis  Japon
- Langue : Anglais et japonais
- Formats : 2,35 : 1 | Eastmancolor | 35 mm
- Son : Mono
- Genre : Aventure
- Durée : 98 minutes
- Dates de sortie : 
  - États-Unis : 25 mars 1964
  - France : 22 mai 1964
- Affiche : Boris Grinsson (France)

## Distribution
- Yul Brynner (VF : Georges Aminel) : sergent-chef Mike Takashima
- Richard Widmark (VF : Raymond Loyer) : lieutenant-colonel Glenn Stevenson
- George Chakiris (VF : Jean-Louis Jemma) : sous-lieutenant John Gregg
- Suzy Parker (VF : Nicole Favart) : Lucille Caroll
- Shirley Knight : Caroline Gordon
- Joe Di Reda (VF : Jacques Dynam) : sergent Randy Smith
- Mitsuhiro Sugiyama : Charlie
- Danièle Gaubert (VF : Leila Tamida) : Leila
- Eiko Taki : Tomiko
- E. S. Ince : capitaine Walter Mound
- Andrew Hughes : docteur Horton
- William Ross (VF : Michel Gatineau) : capitaine Jerry Cooper